# Liam Donnelly
Pour les articles homonymes, voir Donnelly.
Liam Donnelly, né le 7 mars 1996 à Dungannon, est un footballeur international nord-irlandais. Il évolue au poste de défenseur au Kilmarnock FC.

## Biographie
Il est sélectionné pour la première fois en équipe d'Irlande du Nord le 4 juin 2014, en amical contre le Chili. 
Le 20 août 2016, il est prêté à Hartlepool United.
Le 5 juillet 2022, il rejoint Kilmarnock.